# Бантустан

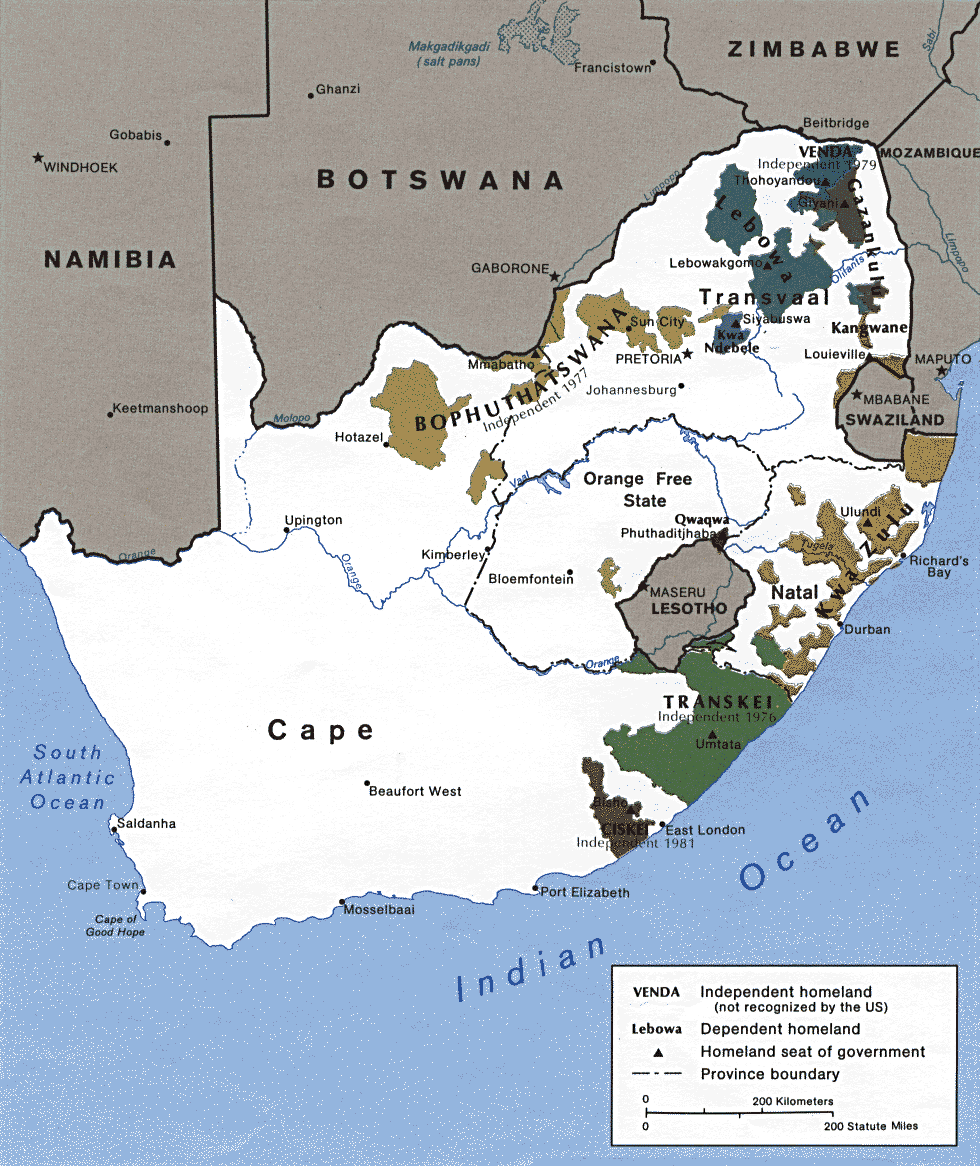
Земли для чёрных в ЮАР в 1986 году

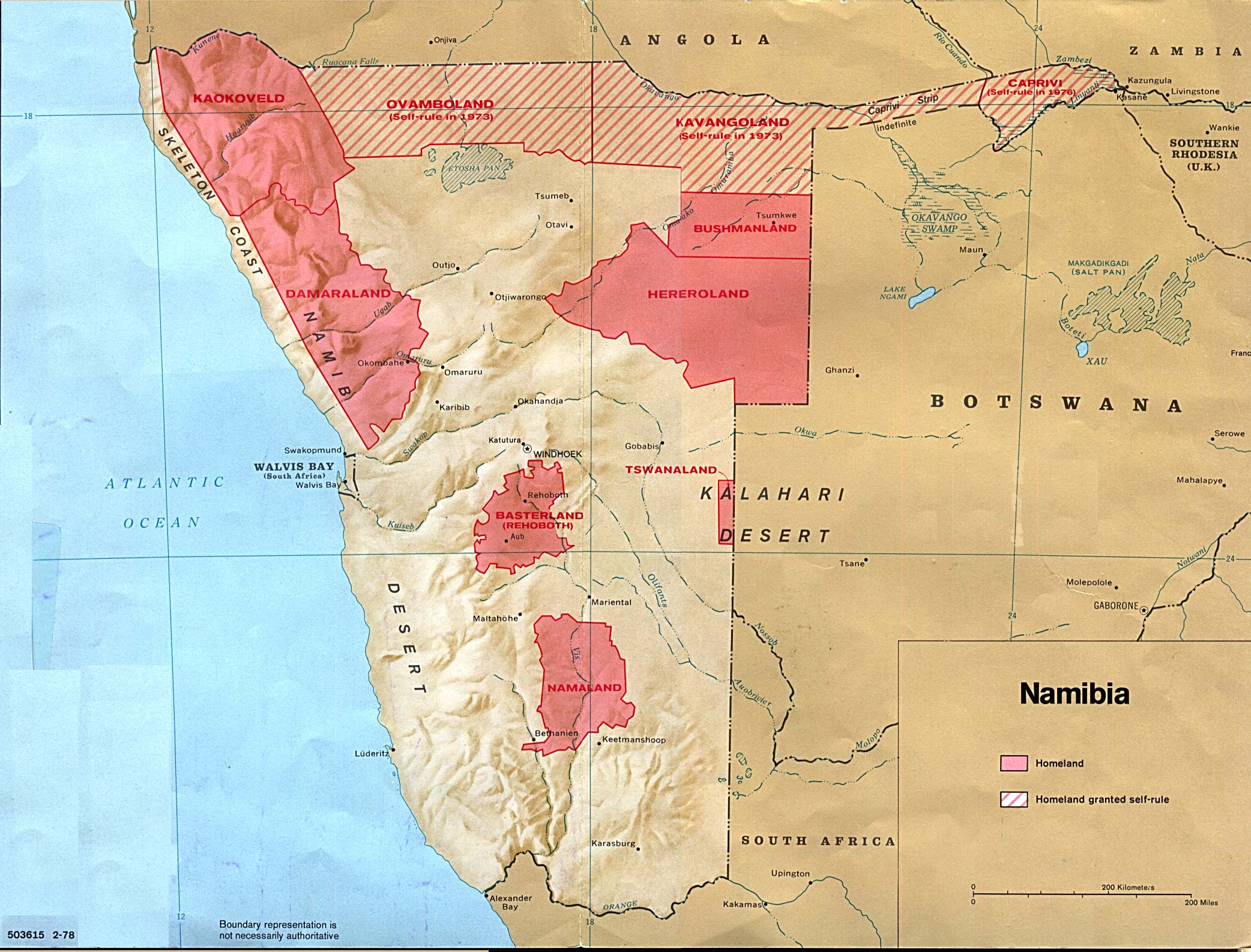
Земли для чёрных в Намибии в 1978 году

Бантуста́н (африк. Bantoestan) — территория, использовавшаяся в качестве резерваций для коренного чёрного населения ЮАР и Юго-Западной Африки (ныне Намибия) в рамках политики апартеида. Десять бантустанов находились в ЮАР и десять — в находившейся под её управлением ЮЗА. Целью их создания было сосредоточить на ограниченной территории представителей одной народности, что делало бантустаны этнически гомогенными.
Термин «бантустан» начал использоваться в конце 1940-х годов. Он образован путём сложения корня банту и суффикса -стан. Вначале он применялся в первую очередь критиками системы резерваций (англ. homeland, африк. tuisland). Сегодня слово «бантустан» может использоваться в уничижительном смысле, обозначая страну или регион, не обладающие полным суверенитетом.
Некоторые бантустаны получили «на бумаге» независимость (Транскей, Венда, Бопутатсвана и Сискей в ЮАР; Восточный Каприви (Лози), Каванголенд и Овамболенд в ЮЗА); ещё несколько (Квазулу, Лебова, Кваква) получили ограниченную автономию. Статус бантустанов как суверенных независимых государств не получил международного признания.
Однако формальная «независимость» бантустана Бопутатсвана предоставила возможность организовать в ЮАР игорный бизнес, который законодательством этой страны был запрещён. На территории Бопутатстваны был построен город-казино Сан-Сити.

## Жизнь в бантустанах
Бантустаны были в целом бедны и имели мало рабочих мест. Одним из основных источников дохода были игорный бизнес и топлес-шоу, запрещённые Национальной Партией как аморальные. Это обстоятельство прямо подтолкнуло к созданию мегакурортов, таких, как Сан-Сити в бантустане Бопутатствана. Кроме того, некоторые бантустаны выпускали собственные почтовые марки.
Другим источником финансовых средств была прямая помощь Претории. Например, в бантустане Транскей в 1985 г. она составляла 85 % поступлений в бюджет. Неразвитость экономики и коррупция местных властей прямо подталкивали население бантустанов искать работу на «белой» территории ЮАР. Так, до 65 % населения бантустана Бопутатствана постоянно работало за его пределами.
Неудивительно, что бантустаны были крайне непопулярны у городского чернокожего населения. Их жители были вынуждены находиться в ЮАР на правах «иностранных рабочих». Многие лица, приписанные к тому или иному бантустану, никогда в нём не жили, или происходили из других мест. Деление бантустанов по этническому принципу в условиях смешения различных народностей не всегда соответствовало действительности.

## После апартеида
Ликвидация бантустанов была центральным элементом программы Африканского национального конгресса. После 1994 года они были включены обратно в состав ЮАР. Этот процесс, как правило, был мирным, но в некоторых случаях встретил сопротивление местных элит. Трудным был роспуск бантустанов Бопутатсвана и Сискей. В Сискей в марте 1994 года были введены войска.